# Награды Ханты-Мансийского автономного округа — Югры
Награды Ханты-Мансийского автономного округа - Югры — награды субъекта Российской Федерации, учреждённые в Ханты-Мансийском автономном округе — Югре и включающие в себя:

### Почетные звания
- «Почетный гражданин Ханты-Мансийского автономного округа – Югры»[4]
- «Заслуженный деятель культуры Ханты-Мансийского автономного округа – Югры»[4]
- «Заслуженный деятель физической культуры и спорта Ханты-Мансийского автономного округа – Югры»[4]
- «Заслуженный работник здравоохранения Ханты-Мансийского автономного округа – Югры»[4]
- «Заслуженный работник образования Ханты-Мансийского автономного округа – Югры»[4]
- «Заслуженный работник сельского хозяйства Ханты-Мансийского автономного округа – Югры»[5]
- «Заслуженный работник нефтегазодобывающей промышленности Ханты-Мансийского автономного округа – Югры»[6]
- «Заслуженный геолог Ханты-Мансийского автономного округа – Югры»[6]
- «Заслуженный эколог Ханты-Мансийского автономного округа – Югры»[6]
- «Заслуженный строитель Ханты-Мансийского автономного округа – Югры»[6]
- «Заслуженный работник лесного комплекса Ханты-Мансийского автономного округа – Югры»[6]
- «Заслуженный работник рыбного хозяйства Ханты-Мансийского автономного округа – Югры»[6]
- «Заслуженный юрист Ханты-Мансийского автономного округа – Югры»[6]
- «Заслуженный экономист Ханты-Мансийского автономного округа – Югры»[6]
- «Заслуженный деятель науки Ханты-Мансийского автономного округа – Югры»[6]
- «Заслуженный архитектор Ханты-Мансийского автономного округа – Югры»[6]
- «Заслуженный работник социальной защиты населения Ханты-Мансийского автономного округа – Югры»[6]
- «Заслуженный работник транспорта Ханты-Мансийского автономного округа – Югры»[7]
- «Заслуженный работник связи Ханты-Мансийского автономного округа – Югры»[7]
- «Почетный оленевод Ханты-Мансийского автономного округа – Югры»[8]
- «Заслуженный работник жилищно-коммунального хозяйства Ханты-Мансийского автономного округа – Югры»[9]
- «Заслуженный энергетик Ханты-Мансийского автономного округа – Югры»[9]

### Знаки
- «За заслуги перед Ханты-Мансийским автономным округом – Югрой»[10]
- «Герой Югры»[11]
- «Заслуженный труженик Югры»[11]

### Почетные нагрудные знаки
- «За активную работу с молодежью»[12]
- «За вклад в развитие законодательства»[13]
- «За безупречную службу»[14]
- «За укрепление дружбы и сотрудничества» [15]
- «Гордость Югры»[15]
- «За созидание»[15]

### Медали
- «Материнская слава»[7]
- «Отцовская слава»[15]

### Премии
- «За выдающийся вклад в социально-экономическое развитие автономного округа»[4]
- «За развитие культуры малочисленных народов Севера»[4]
- «За отличие в охране правопорядка»[4]
- «За достижения в охране природы и землеустройстве»[4]
- «Лучшему студенту»[4]
- «Лучшему учащемуся»[4]
- «За вклад в развитие видов традиционной хозяйственной деятельности коренных малочисленных народов Севера»[9]

### Прочее
- Благодарность Губернатора Ханты-Мансийского автономного округа – Югры[6]
- Почетная грамота Губернатора Ханты-Мансийского автономного округа – Югры[6]
- Почетная грамота Думы Ханты-Мансийского автономного округа – Югры[6]